# Jajkowce
Jajkowce – dawna wieś na Ukrainie, na terenie rejonu żydaczowskiego w obwodzie lwowskim, niedaleko Antoniówki.
Za II Rzeczypospolitej do 1934 roku wieś stanowiła samodzielną gminę jednostkową w powiecie żydaczowskim w woj. stanisławowskim. W związku z reformą scaleniową została 1 sierpnia 1934 roku włączona do nowo utworzonej wiejskiej gminy zbiorowej gminy Młyniska w tymże powiecie i województwie. Po wojnie wieś weszła w struktury administracyjne Związku Radzieckiego.
W Jajkowcach pallotyni założyli w 1907 r. pierwszy swój dom na ziemiach polskich.